# Гайворон (станція)
Га́йворон — проміжна залізнична станція Шевченківської дирекції Одеської залізниці, залізничний вузол ліній Зятківці — Гайворон, Гайворон — Рудниця та Гайворон — Голованівськ. Розташована в однойменному місті Гайворонського району Кіровоградської області.

## Історія
Станція відкрита 1899 року, одночасно з відкриттям руху поїздів на залізничною лініями Гайворон — Зятківці та Рудниця — Гайворон — Підгородна. Назва станції з часу її відкриття не змінювалась. Визначною особливістю є те, що на станції водночас використовуються як вузькі (750 мм), так і широкі (1524 мм) колії. На станції діє локомотивне депо, що обслуговує рухомий склад вузькоколійної залізниці.
Така ситуація виникла у 1970—1980-х роках, коли по-перше було перешито на широку колію лінію Гайворон — Зятківці, а пізніше, вже у 1980-х роках, була здійснена спроба повністю перешити на широку колію лінію Гайворон — Підгородна. Проєкт було втілено лише частково: від Підгородної до Голованівська перешили на широку колію, від Гайворона до Таужні прокладені паралельно широкі та вузькі колії. Від Таужні до Голованівська — лише вузька колія. «Укрзалізниця» у найближчому майбутньому не планує закінчувати роботи, бо «доровартісні та складні геологічні умови».
30 грудня 2018 року припинено рух поїздів з пасажирами з Гайворона до Голованівська. Про цю важливу подію не було новин у ЗМІ, на офіційному сайті «Укрзалізниці» також не було жодного повідомлення з цього приводу, проте пасажирське сполучення на ділянці завдовжки 52 км припинилося. З січня 2019 року поїзд Гайворон — Голованівськ, який складався з одного вагона, був практично порожній і зовсім скасований через низький пасажиропотік.
22-23 травня 2021 року, з метою привернення уваги до проблем бездіяльної вузькоколійки та відновлення руху на ній, було проведено туристичний фестиваль «GOODoK FEST», в якому взяли участь народні депутати, представники Кіровоградської обласної ради, голови територіальних громад, місцева влада та ентузіасти. В ході фестивалю провели конференцію щодо туристичного потенціалу Гайворонської вузькоколійної залізниці, її проблем та перспектив. Організатори фестивалю зазначили, що Гайворонська вузькоколійка є не лише однією з найцікавіших туристичних принад району, а й важливою транспортною артерією для мешканців навколишніх сіл. Тож головним завданням фестивалю стало привернення уваги до припинення функціонування вузькоколійки та пасажирського вузькоколійного поїзда, так званої «Кукушки», що курсував за маршрутом Гайворон — Рудниця — Гайворон.
15 червня 2022 року на станції Гайворон розпочався ремонт другої частини платформи з боку колії стандарту 750 мм. Станом на червень 2022 року вузькоколійка працює на ділянці Гайворон — Рудниця, якою курсують приміські поїзди — одна пара щоденно та дві пари поїздів у вівторок, п'ятницю та неділю. Надалі є плани з відкриття руху поїздів до станції Голованівськ. Проте для цього потрібно провести ремонт колії протяжністю кілька десятків кілометрів.
14 липня 2022 року завершено капітальний ремонт посадкової пасажирської платформи на станції Гайворон — це без перебільшення, найсучасніша платформа на станції, серед всіх вузькоколійок України.
З 14 жовтня 2021 року по липень 2022 року, після відновлення руху поїздів, Гайворонська вузькоколійка перевезла 10 000 пасажирів. Вузькоколійка повернулася до звичайного режиму роботи — люди, як і раніше, зранку їздять на роботу та на навчання, ввечері повертаються додому, а три рази на тиждень ще й їздять торгувати та купувати продукти на базар.
16 березня 2022 року вчинена спроба припинити рух приміських вузькоколійних поїздів за маршрутом Гайворон — Бершадь — Рудниця, проте згодом рішення припинити рух вузькоколійкою було скасовано.
З серпня 2022 року в тестовому режимі відновлено рух денного поїзду, який наразі курсує тричі на тиждень, на щоденній основі, для дослідження пасажиропотоку.
11 серпня 2022 року, без попередження був скасований рейс вузькоколійного приміського поїзда Гайворон — Рудниця відправленням о 17:20. Згодом, у розкладі руху оприлюднена інформацію, що з 12 серпня 2022 року скасовані всі інші рейси з технічних причин, в результаті чого вузькоколійка взагалі припиняє перевезення на невизначений термін. Вважається, що раптове припинення руху виникло через стан шпал на перегоні Гайворон — Бершадь, які ніби то потрібно терміново замінити. Це викликає багато запитань, адже дистанція колії у Гайвороні раніше отримала потрібні матеріали для ремонту залізничної інфраструктури. 11 серпня колія була всеж закрита, на цей раз ревізорами з безпеки руху. Замість зменшення швидкості, встановлення обмежень, без попередження, за 2 години до відправлення поїзда, було прийнято крайню міру — закриття дільниці, якою щоденно курсували дві пари приміських поїзді. Пасажири, які прийшли на станцію і не дочекалися поїзда були вимушені іти пішки або шукати альтернативні види транспорту.
12 серпня 2022 року, після підняття суспільного резонансу у ЗМІ, злагодженої роботи місцевої влади, ентузіастів, рух вдалося відновити, і поїзд вирушив у рейс, проте для недопущення подібних випадків у майбутньому необхідно передбачувати законодавчі норми щодо безперебійного функціонування вузькоколійних залізниць.
26 листопада 2022 року на Гайворонській вузькоколійці відбувся черговий, вже п'ятий з 2021 року, ретро-тур під паровозною тягою за маршрутом Гайворон — Бершадь. У 2022 році, в ході оновлення вузькоколійної залізниці, відбувся капітальний ремонт посадкової пасажирської платформи на станції Гайворон та відремонтувана дільниця залізниці між Гайвороном та селищем Голованівськ.  
22 березня 2025 року Гайворонська залізниця стандарту колії 750 мм була визнана найдовшою в Україні тапотрапила до Національного реєстру рекордів України. Відповідні документи були вручені представникам «Укрзалізниці», Голованівській районній військовій адміністрації та місту Гайворон.  
Наразі довжина залізниці від Рудниці до Голованівська становить 130 км. Осередком поїзної роботи є станція Гайворон, де розташоване депо та музей вузькоколійки. У Гайвороні регулярно відбуваються туристичні заходи із залученням унікальних, вузькоколійних локомотивів на паровій тязі. На цей час експлуатується ділянка вузькоколійки Рудниця — Гайворон — Хащувате.

## Вокзал
Вокзал станції середніх розмірів, з сучасним ремонтом. У приміщенні вокзалу для пасажирів є зал чекання та квіткова каса, в якій є можливість придбати квитки на приміські поїзди формування станції Гайворон, на поїзди далекого сполучення від іншої станції або роздрукувати бланк замовлення, придбаний через інтернет. Також введено послугу продажу автобусних квитків.
Режим роботи каси:
- щоденно: 08:00 — 12:00, 13:00 — 18:00,
- у четвер та неділю додатково 22:00 — 01:00.

## Пасажирське сполучення
З 4 січня 2019 року рух вузькоколійного поїзда Гайворон — Голованівськ тимчасово скасовано.
З 14 жовтня 2021 року відновлено рух приміських поїздів, що курсують за напрямком Гайворон — Рудниця через Бершадь, Яланець, Дохно (вузька колія 750 мм) — раз на добу щоденно.
Поїзд Гайворон — Вінниця (через Джулинку, Гайсин, Ситківці, Немирів, Вороновицю — по звичайній широкій колії) курсує 1 раз на добу щоденно.
З 5 жовтня 2021 року «Укрзалізниця» призначила новий регіональний поїзд № 795/796 сполученням Київ — Гайворон. З Києва відправляється по вівторках, п'ятницях та неділях о 14:41, прибуває до Гайворона о 00:11. З Гайворона поїзд курсує по понеділках, середах і суботах о 01:10, прибуває до Києва о 10:52. На маршруті руху поїзд курсує через станції Козятин I, Вінниця, Гуменне, Вороновиця, Фердинандівка, Витівці, Немирів, Сажки, Кароліна, Самчинці, Семенки, Ситківці, Криштопівка, Гайсин, Зятківці, Антонівка, Дукля, Орлик, Генріхівка, Джулинка та Ставки. Дана група вагонів безпересадкового сполучення курсує в складі приміського поїзда Гайворон — Вінниця. Завдяки ремонтам колії з 2017 року, приміський поїзд Гайворон — Вінниця вдалось суттєво прискорити: час відправлення від Гайворона на Вінницю о 00:10, прибуття — 06:33, зворотно з Вінниці відправлення о 18:46, прибуття до Гайворона — о 00:11.
Поїзд із Гайворона і зворотно з Вінниці курсує щоденно у складі 3-5 плацкартних вагонів без нумерації місць.
На станції Рудниця передбачена можливість пересісти на електропоїзди сполученням Одеса — Вапнярка і Кодима — Жмеринка, а також пасажирські поїзди сполученням Ізмаїл — Одеса — Київ, Одеса — Львів — Івано-Франківськ — Рахів, Одеса — Ковель тощо. На станції Вінниця є можливість пересадки до станцій Львів, Київ-Пасажирський, Дніпро тощо.
У всіх поїздах, що курсують по станції Гайворон, Одеська залізниця надає можливість безкоштовного проїзду для пільгових категорій пасажирів (крім київських причіпних вагонів — вони вважаються далекого сполучення).

## Рухомий склад
Рухомий склад вузькоколійки перебуває у справному стані. Станом на 2022 рік наявний рухомий склад складаєтьсяз 4 тепловозів ТУ2, один паровоз та 6-7 пасажирських вагонів Pafawag.

## Галерея

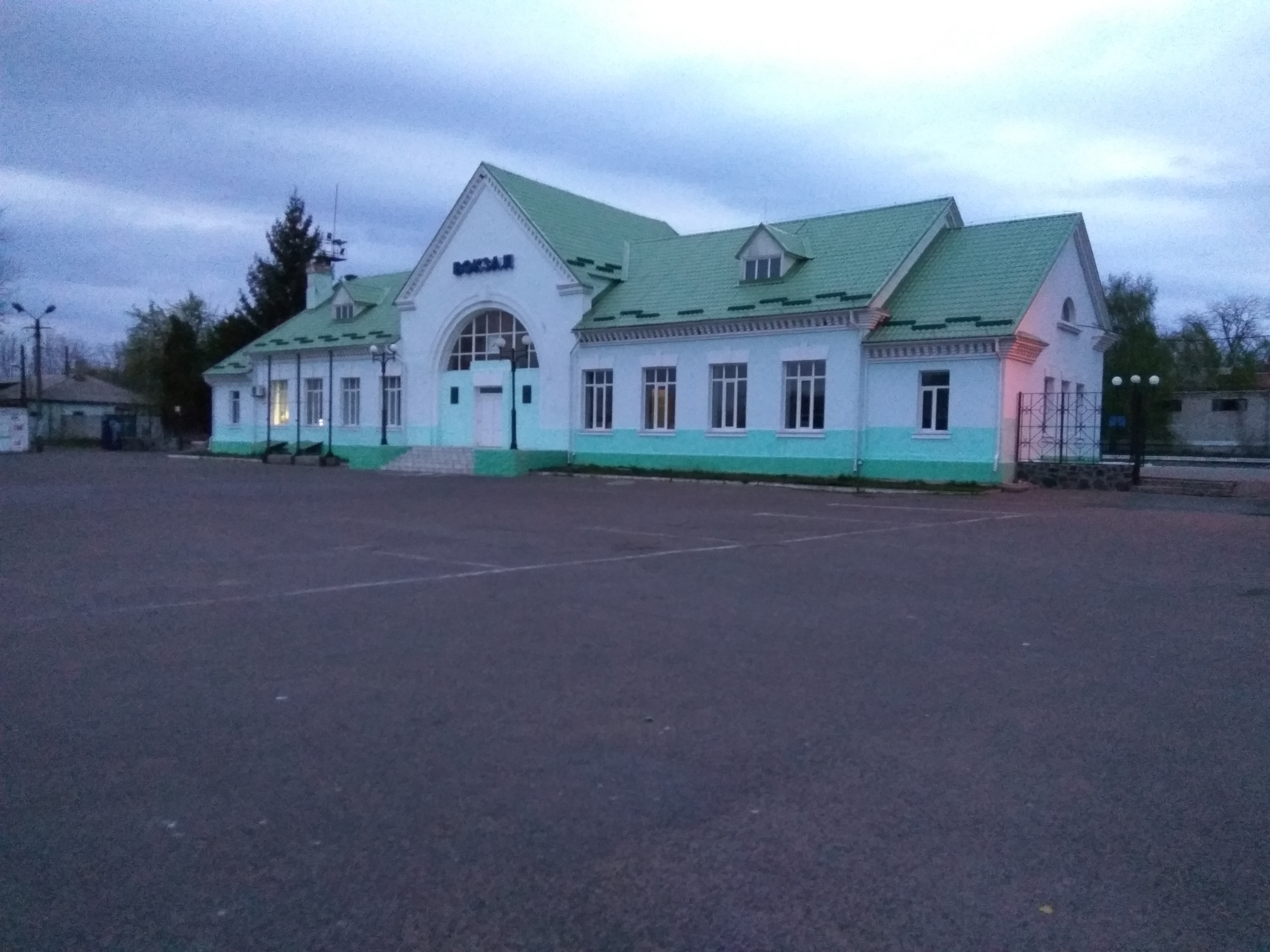
Будівля вокзалу
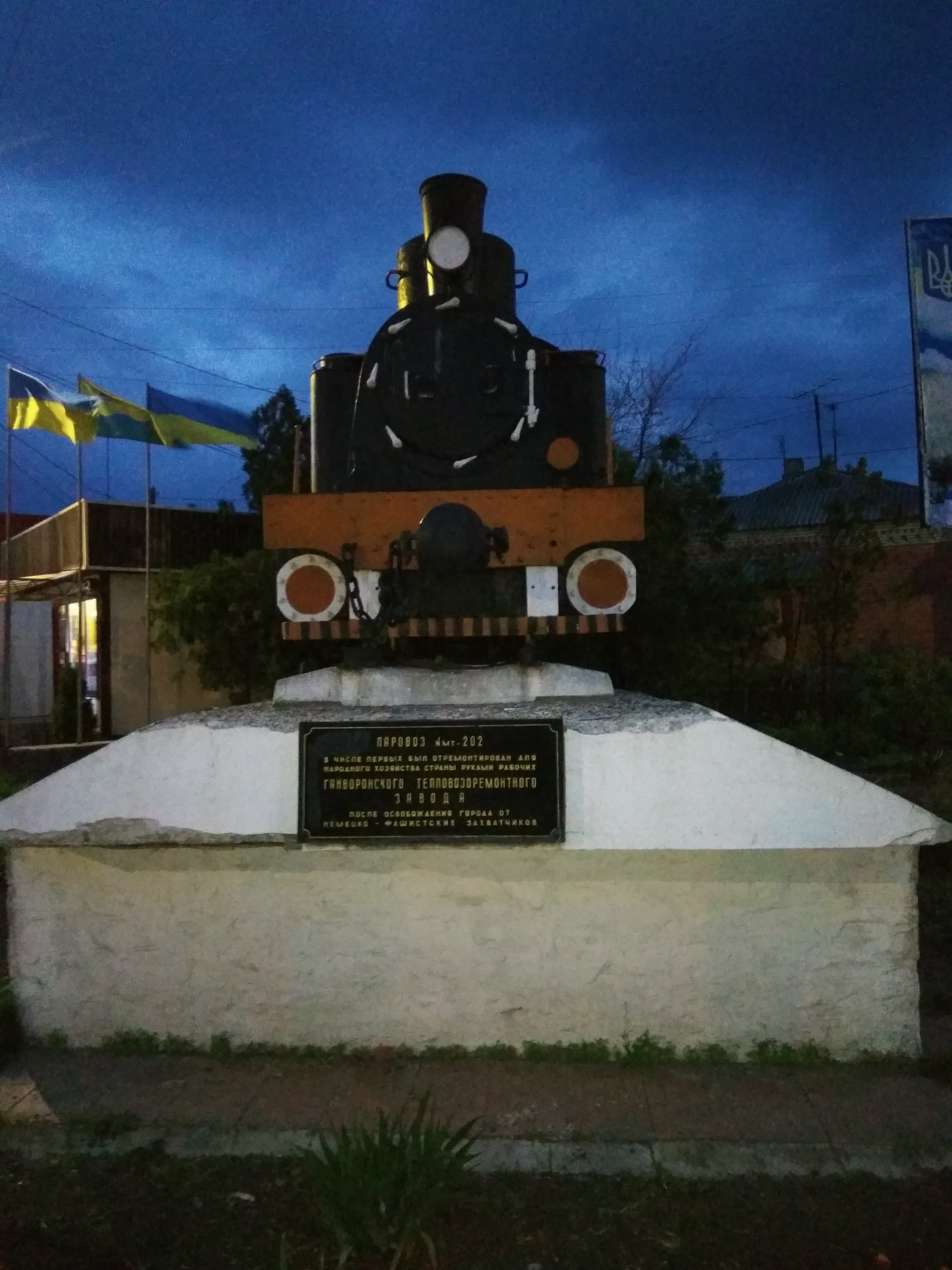
Паровоз у Гайвороні
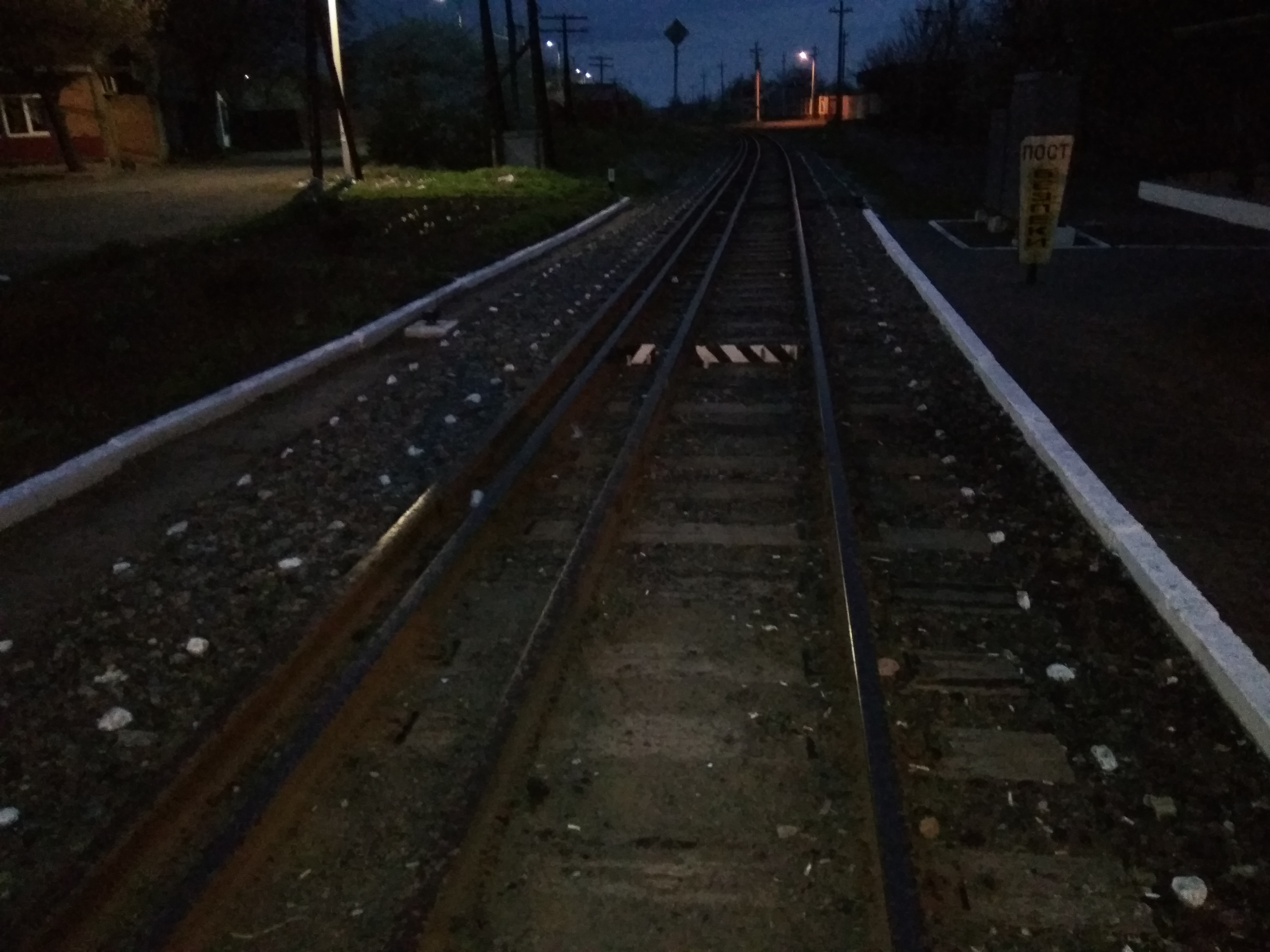
Широка та вузька колія